# Michiel Daniel Christiaan de Wet Nel
Michiel Daniel Christiaan de Wet Nel, né le 9 juin 1901 dans la colonie du Cap et mort le 20 août 1984 , à Pretoria en Afrique du Sud, est un homme politique sud-africain, membre du Parti national, député de Wonderboom (1943-1966), ministre de la santé, de l'éducation des arts et des sciences (1957-1958) et ministre de l'administration et du développement bantou (1958-1966).

## Biographie
Né le 9 juin 1901 à Lushington dans le district de Stockenstroom (Cap oriental), M.D.C. de Wet Nel fréquente l'école de Winburg dans l'État libre d'Orange avant de poursuivre des études d'anthropologies sociale à l'Université de Pretoria.
Président du conseil des étudiants et secrétaire de l'Union nationale des étudiants sud-africains (NUSAS) pour la section de Pretoria, il est secrétaire général du Parti national de 1937 à 1946 et est élu député de Wonderboom lors des élections générales sud-africaines de 1943.
Vice-Président de la Commission des Affaires autochtones du parlement à partir de 1949, Daan de Wet Nel entre au gouvernement Strijdom d'abord comme ministre adjoint aux affaires indigènes puis devient en 1957 ministre de l'éducation à la suite du décès de JH Viljoen. Il est alors l'un des représentants les plus radicaux du parti et un fervent partisan de Hendrik Verwoerd et de l'apartheid. En tant que ministre de l'administration et du développement bantou (1958-1966) dans le gouvernement Verwoerd, il fit voter la loi sur la promotion de l'autonomie bantou.
En 1966, il est nommé Commissaire-général chargé des unités territoriales venda et tsonga.
En 1975, il participe aux manifestations contre la démolition programmée par le gouvernement de plusieurs édifices historiques situés sur Church Square à Pretoria (notamment le bâtiment des postes, le Café Riche, la chambre des lois et la vieille banque néerlandaise). Au bout d'une longue confrontation animée par les résidents de Pretoria et les historiens, les édifices seront préservés.

## Vie privée
Son épouse Maria Nel est morte en 1995 à Bloemfontein à l'âge de 90 ans. Le couple a quatre enfants.